# Together Brothers (banda sonora)
Together Brothers: Original Motion Picture Soundtrack, conocida coloquialmente como Together Brothers, es la banda sonora de la película de 1974 del mismo nombre. La banda sonora incluye composiciones del músico de soul Barry White, e incluye voces del trío vocal femenino Love Unlimited e instrumentación de The Love Unlimited Orchestra.

## Recepción de la crítica
Un escritor no especificado de la revista Cash Box declaró: “Este LP con banda sonora está tan lleno de buena música como cualquier otra que puedas encontrar en el mercado hoy en día. Naturalmente, el talento de Barry White, Love Unitd. y la Love Unitd. Orchestra es lo más destacado de este paquete, pero también hay que elogiar el excelente trabajo del coarreglador Gene Page. Los cortes encajan perfectamente y el efecto general es impresionante”.

## Lista de canciones
Todas las canciones escritas y compuestas por Barry White, excepto «Can't Seem to Find Him», que fue escrita junto con Gene Page.
Lado uno
1. «Somebody's Gonna Off the Man» – 4:23
2. «So Nice to Hear» – 2:37
3. «Alive and Well» – 1:12
4. «Find the Man Bros.» – 2:16
5. «You Gotta Case» – 1:25
6. «Killer's Lullaby» – 2:22
7. «Theme from Together Brothers» – 2:50
8. «Getaway» – 2:05
9. «People of Tomorrow Are the Children of Today» (instrumental) – 2:38

Lado dos
1. «Somebody's Gonna Off the Man» (instrumental) – 4:23
2. «The Rip» – 1:41
3. «Stick Up» – 1:57
4. «Dreamin'» – 0:41
5. «Killer's Back» – 0:24
6. «Do Drop In» – 2:32
7. «Killer Don't Do It» – 1:51
8. «Here Comes The Man» – 1:16
9. «Dream On» – 1:31
10. «Honey, Please Can't Ya See» – 2:21
11. «Can't Seem to Find Him» – 4:22
12. «People of Tomorrow Are the Children of Today» – 2:38

## Créditos y personal
Créditos adaptados desde las notas de álbum de Together Brothers.
- Barry White – voces, productor, arreglos, conductor, concepto de portada
- Love Unlimited – voces
- The Love Unlimited Orchestra – instrumentación
- Gene Page – arreglos
- Frank Kejmar – ingeniero de audio
- Jack L. Levy – director artístico, diseño

## Posicionamiento
| Gráfica (1974)                            | Pico de posición |
| ----------------------------------------- | ---------------- |
| Estados Unidos (Billboard Top LPs & Tape) | 96               |
| Estados Unidos (Billboard Soul LPs)       | 33               |

## Sampling
El tema principal de la película, escrito por Barry White, fue sampleado por el grupo de dance Quad City DJ's para su exitoso sencillo de 1996 «C'mon n' Ride It (The Train)». Desde entonces, ha sido sampleado en otras nueve canciones de artistas como Luther Campbell, Baha Men y DJ Drama.